# Towns megye
Towns megye az Amerikai Egyesült Államokban, azon belül Georgia államban található. Megyeszékhelye Hiawassee, legnagyobb városa Young Harris. Lakosainak száma 12 493 fő (2020. április 1.). Towns megye Clay, White, Habersham, Rabun és Union megyékkel határos.

## Népesség
A megye népességének változása:
| Lakosok száma | 10 535 | 10 491 | 10 516 | 10 771 | 11 182 | 12 493 |
|               | 2010   | 2011   | 2012   | 2013   | 2015   | 2020   |